# Elise Rechichi
Elise Maree Rechichi (Perth, 11 de enero de 1986) es una deportista australiana que compitió en vela en la clase 470.
Participó en dos Juegos Olímpicos de Verano, obteniendo una medalla de oro en Pekín 2008, en la clase 470 (junto con Tessa Parkinson), y el séptimo lugar en Londres 2012. Ganó una medalla de bronce en el Campeonato Mundial de 470 de 2008.
En 2009 fue condecorada con la Medalla de la Orden de Australia (OAM).

## Palmarés internacional
| \| Juegos Olímpicos \| Juegos Olímpicos \| Juegos Olímpicos \| Juegos Olímpicos \| \| Año \| Lugar \| Medalla \| Clase \| \| ------------------ \| --------------------- \| ----------------- \| ---------------- \| \| 2008 \| Pekín (China) \| Medalla de oro \| 470 \| \| Campeonato Mundial \| \| \| \| \| Año \| Lugar \| Medalla \| Clase \| \| 2008 \| Melbourne (Australia) \| Medalla de bronce \| 470 \| |                       |                   |       |
| Juegos Olímpicos |                       |                   |       |
| Año | Lugar                 | Medalla           | Clase |
| 2008 | Pekín (China)         | Medalla de oro    | 470   |
| Campeonato Mundial |                       |                   |       |
| Año | Lugar                 | Medalla           | Clase |
| 2008 | Melbourne (Australia) | Medalla de bronce | 470   |